# Abbas ibn Ali
Al Abbas ibn Ali (arabisk: العباس بن علي; født 7. Rajab år 26 hidjri i Medina, død 10. Muharram år 61 i Karbala; svarende til ca. 15. maj 647 – 10. oktober 680) var søn af den fjerde kalif og den første Shia imam Ali ibn Abi Talib og Fatima bint Hizam, almindeligvis kendt som Ummul Banin. Abbas er især hædret af Shia-muslimer for hans loyalitet overfor sin halvbror og tredje Shia Imam, Hussein ibn 'Alī, hans respekt for Ahl al-Bayt og hans rolle i Slaget ved Karbala. Al-Abbas blev gift med Lubaba bint Ubaydillah ibn Abbas ibn Abdil Muttalib. Han havde tre sønner, og deres navne er Al-Fadl ibn al-Abbas, Qasim ibn al-Abbas, og Ubaydullah ibn al-Abbas. To af dem blev dræbt under Slaget ved Karbala. Afstamning af Al-Abbas ibn Ali i dag er altså gennem Ubaydullah ibn al-Abbas. Ubaydullah havde fem sønner: Abdullah ibn Ubaydillah, Abbas ibn Ubaydillah, Hamza ibn Ubaydillah, Ibrahim ibn Ubaydillah og Al-Fadl ibn Ubaydillah.
Det er blevet konstateret, at ærkeenglen Gabriel informerede profeten Muhammad, hvad der ville ske med hans barnebarn Hussein ibn Ali i Karbala. Muhammad, Fatima Al-Zahra, og Ali var ked af dette, så Ali ønskede en søn til at hjælpe Hussein ibn Ali i Karbala . Han bad sin bror, Aqeel ibn Abi Talib, om at søge efter en kone fra en modig afstamning. Aqeel påpegede Fatima Kelabiya bedre kendt som Ummul Baneen, der var nedstammer fra en hædret afstamning af Hezam ibn Khalid ibn Rabi'e ibn Amer Kalbi. Ali ibn Abu Talib giftede sig ikke med Ummul Baneen (eller enhver anden kvinde) under Fatima Zahras levetid (hans første kone).

## Fødsel & tidlige liv
Abbas ibn Ali ibn Abu Talib blev født den 4. Shaban 26 hidjra. Han var søn af Ali ibn Abi Talib og Fatima bint Qalabiyya. Abbas havde tre brødre: Abdullah ibn Ali, Jafar ibn Ali, og Uthman ibn Ali. Abbas levede i 34 år. Det siges at han ikke åbnede sine øjne efter at han blev født, indtil hans bror Hussein ibn Ali tog ham i sine arme. Abbas lærte krigskunsten fra sin far Ali, der var en af de mest dygtige krigere og militære strateger i verdenshistorien.
Abbas har aldrig betragtet sig selv lige i rang eller status som sin halv-bror Hussein. Tværtimod. Abbas betragtede sin bror Hussein som værende hans herre. Abbas kunne ikke lide, at nogen betjente Imam Hussein undtagen ham selv. Denne hengivenhed kan måles ved følgende omstændigheder: I moskéen i Kufa mødtes Ali ibn Abu Talib, Hussein, Qambar og Abbas. Imam Hussein bad Qambar om at bringe ham vand, fordi han var tørstig. Abbas stoppede ham og sagde: "Jeg vil bringe vand til min herre selv!". Abbas var ung dengang. Da Ali ibn Abu Talib så dette begyndte han at græde. Da han blev spurgt, hvorfor han græd, sagde han: "Jeg forudser en dag, hvor Hussein og hans familie vil være tørstige og Abbas ikke vil være i stand til at få dem til det vand, de hårdt har brug for."

## Slaget ved Siffin
Abbas' debut som en soldat var i Slaget ved Siffin i 657 e.kr., Abbas’ far Ali – kalif dengang og Muawiya ibn Abi Sufyan – guvernør i Syrien, kom i kamp for islam (eller rettere sagt, kalifattet). En af de vigtigste kampe i denne konflikt var ved Siffin – et sted i nærheden af Eufrat floden. I løbet af kampen trådte Abbas i slagmarken bærende hans fars tøj, der var kendt for at være en dødbringende faglært kriger. Abbas dræbte mange soldater på den anden side af hæren. Af denne grund fejl tog Muawiyas soldater ham for at være Ali på grund af hans lignende krigskunst. Men Ali selv dukkede snart op på slagmarken. Muawiyas soldater blev forbavset over at se ham og blev forvirrede over hvem den anden person var. Derefter præsenterede Ali, Abbas, ved at sige, "Han er Abbas, Månen af Hashimi familien."

## Slaget ved Karbala
Al Abbas viste endnu engang sin loyalitet overfor Imam Hussein i Slaget ved Karbala, her mødte han også sit endeligt som kun 34-årig.
Imam Husseins hær var omringet af en stor mængde soldater, hvoraf de selv kun var få og havde mange kvinder og børn med fra familien og vennerne. Al Abbas’ primære funktion i starten af slaget var at beskytte kvinderne og børnene, eftersom at disse følte sig trygge i Abbas’ selskab. Udover dette så var Al Abbas’ opgave også at være fanebære.
Al Abbas havde også et afgørende ord at sige i forhold til sine brødres deltagelse i slaget. Eftersom at slaget var anderledes end hvad der normalt forstås ved ordet ”slag”, så sendte han sine brødre ud for at kæmpe til deres død. Dette ”slag” kan derfor nærmest betegnes som en massakre og ikke en reel krig, da det var en hær på over 30.000 mand der omringede og dræbte en gruppe af familie og venner – deriblandt kvinder og børn – på kun omkring 72 personer.
Al Abbas fik ikke selv lov til at kæmpe til døden mod fjenden, eftersom at Imam Hussein ikke gav ham lov til dette på grund af kvinderne og børnenes skræk, hvis han døde.
Imam Husseins tilhængere var allerede der i nogle dage afskåret fra Eufrat-floden og de selv var løbet tør for vand. Efter Abbas’ insisteren på at drage i kamp, lod Imam Hussein ham bede fjenden om mulighed for at komme til floden. Abbas red vejen til hæren der afskar dem fra vand og talte til soldaterne og bad om plads til at komme forbi. Dette nægtede de, hvorefter det siges at Abbas alene red mod hæren og kæmpede sig vej med sværdet gennem blokaden af soldater og nåede ind til floden. Uden selv at drikke fyldte han sine bægre og dunke op og drog tilbage. Her havde fjenden planlagt et bagholdsangreb og derved formåede de at dræbe den stærke Abbas. Inden sin død blev hans hænder/arme hugget af, og derefter blev han overmandet af fjendens hær i denne svækkede position.

## Grav
Abbas blev begravet på den jord, hvor han faldt fra hans hest i Karbala, Irak. Millioner af pilgrimme besøger gravstedet og hylder det hvert år. Den virkelige grav af Abbas er under mausoleum og er til stede i helligdommen. Miljømæssige virkninger har forårsaget at Eufrat flodens retning forandrede sig. Næsten 1400 år efter slaget ved Karbala, flyder floden på den anden side af Abbas’ grav og udgør en cirkel omkring den. Det siges, at "Eufrat er kommet til Abbas nu".